# Oggelsbeuren
Oggelsbeuren è una località tedesca, situata nel land del Baden-Württemberg. Il suo territorio è ricompreso in quello del comune di Attenweiler.